# قضية اغتصاب فتاة القطيف
فتاة القطيف هي قضية فتاة - امرأة متزوجة - من المملكة العربية السعودية من مدينة القطيف في المنطقة الشرقية التي تعرضت لاغتصاب جماعي من 7 شبان، وحكمت عليها المحكمة الشرعية بعقوبة تعزيرية وتضمن السجن 6 أشهر و200 جلدة تعزيرا، بتهمة الخلوة غير الشرعية لأنها كانت مع عشيقها، قبل تعرضها للخطف والاغتصاب الجماعي من قبل 7 شبان. والقضية شغلت الرأي العام السعودي والعربي والعالمي، والتي صارت تُعرف بـ«فتاة القطيف».

## القضية
فتاة القطيف الضحية كانت على علاقه قبل زواجها بشخص وقامت بإعطائه صورها، وبعد أن انهت علاقته به وتزوجت، قام الشخص الذي كانت على علاقه معه بتهديدها بصورها، مما جعلها تخبر زوجها، حيث طلب منها أن تجلب الصور منه، فذهبت في مارس 2006 وركبت معه في السيارة، وفي هذه الأثناء قام 7 شبان بالاشتباه فيهما والقيام بخطفها والذهاب بها منطقة مهجورة واغتصبوا الفتاة واحداً تلو الأخر، كما اغتصبوا الشخص الذي كان معها، حيث قالت «كان اثنان منهما غير ملثمين يضعان نصل السكين على رقبتي لمنعي من الصراخ. اصطحبوني إلى منطقة نائية. كنت أنتحب وأرجوهم أن يتركوني. وما إن وصلوا حتى قاموا بنزع ثيابي ثم تناوبوا على اغتصابي».
لم يكتف الشبان السبعة باغتصابها بل قاموا بتصويرها وتهديدها بتلك الصور بحسب رواية فتاة القطيف. وتضيف: «كنت ملقاة تحت مجموعة من السلاسل الحديدية التي تسببت في جروح عديدة غائرة في جسدي».
وعن لقائها بالمتهمين أثناء جلسات المحكمة تستذكر فتاة القطيف «بأنهم كانوا يتضاحكون وكأن شيئا لم يحدث». وبررت رفضها إجراء الفحوصات المخبرية لها، بمرور فترة طويلة تجاوزت الأربعة أشهر على تقدمها بالشكوى

### قرار المحكمة
حكمت المحكمة السعودية في 1 نوفمبر 2006 بسجن أربعة من المتهمين في قضية اغتصاب فتاة القطيف مدة سنة واحدة، مع 80 جلدة وهي صدر بحقها 90 جلدة لأنها كانت مع خلوة  غير شرعية حسب وصف المحكمة مما أغضب الرأي العام لأنه كان يتوقع عقوبة أشد. وطلب محامي الفتاة عبد الرحمن اللاحم استئناف الحكم حيث ذهب إلى هيئة القضاء العليا حيث قاموا برفع العقوبة على الفتاة إلى 200 جلدة والسجن 6 أشهر تعزيراً لأن المحامي عبد الرحمن اللاحم أخذ القضية إلى الإعلام.

### زوج الفتاة
قال زوج فتاة القطيف في حوار على قناة LBC اللبنانية أنه عفا عنها وإن كان يعلم أنها ذهبت إلى مقابلة صديقها القديم لأخذ الصور منه ويرجو من القضاة العفو المماثل عنها. وأضاف «أتمنى أن يصدر توجيه لإعادة النظر في القضية فالأحكام الصادرة قد تمنح مبرراً للمجرمين للاغتصاب». وقال «بالنسبة لاتهام الخيانة لهذه الفتاة، من وجهة نظري الزوجية والإنسانية، أعرف سبب هذه المصيبة التي حلت بي وبزوجتي، وأعرف سبب خروجها. أمر مفروغ منه أن اجتهادها كان خاطئاً، لكني استغرب القول أن هناك اعترافاً مصدقاً شرعاً بفعل الشيء المحرم، والذي أعرف أن المقصود به الخلوة غير الشرعية، لكن هل تمت هذه الخلوة بإرادتها الكاملة التي تحكمها الدوافع الغريزية أو الفعل الشائن؟»
أضاف: الكل يعرف أنها ذهبت لتجلب صورتها، أي أنها كانت تحاول الدفاع عن حياتها الزوجية، والصورة تم تسليمها في محضر رسمي قمت شخصياً بالتوقيع عليه. الحقيقة لا أعرف ما هو الاعتراف بالفعل المحرم رغم أنني كنت موجوداً في التحقيقات.

## المحامي
تم سحب رخصة عبد الرحمن اللاحم واستدعي للمثول أمام إحدى لجان الانضباط في بداية ديسمبر لأنه أخذ قضيتها إلى الإعلام وطالب في الأخذ بالاعتبار حالتها النفسية المتعبه. وقال إن اللقاء الذي جمع بين الفتاة (فتاة القطيف) والرجل تم تحت الإكراه في مكان عام وليس في خلوة غير شرعية، بعد ابتزاز الشاب لها وتهديدها بصور شخصية لها في حوزته وكانت تريد استرداد هذه الصور. وأنه سيقوم بمقاضاة وزارة العدل السعودية أمام الجهات القضائية المختصة، بسبب بيانها الذي اعتبره «قذفا مبطنا للفتاة وتشويها لسمعتها».

## رد القضاء
قال بيان من وزارة العدل إن «الفتاة المتهمة في القضية هي امرأة متزوجة وقد اعترفت بإقامة علاقة غير شرعية مع الشخص الذي قبض عليه معها وأنها خرجت معه بدون محرم وتبادلا العلاقات المحرمة من خلال خلوة محرمة شرعا حصل منها باعترافها الوقوع فيما حرمه الله».
وقال القاضي صالح الدويش «أن الفتاة هي التي جنت على نفسها وأوصلت الموضوع إلى الإعلام وهي التي فضحت نفسها ولم تفضحها وزارة العدل» ووصف الدرويش محامي الفتاة والناشط في مجال الدفاع عن حقوق الإنسان عبد الرحمن اللاحم بـ«الفاشل».

## أصداء الرأي العام السعودي

### المعارضون للحكم
قالت الأوساط الحقوقية والشعبية انه حكم غير إنساني وتوجه الصحفي صالح الشيحي بجريدة الوطن السعودية بتساؤلاته إلى وزير العدل السعودي عبد الله آل الشيخ مطالباً إياه بإيضحات حول كيفية إنزال عقوبة خفيفة على المتهمين باغتصاب الفتى الذي كان يرافق «فتاة القطيف» مقارنة بالأحكام الصارمة في قضية التحرش الجنسي.
وأشار قائلاً في مقالته «لا أسألك أخي الوزير إذا ما كان الحكم يرضيك أم لا.. ولكن أتوجه إليك بالسؤال.. هل تعتقد أن الحكم يرضي الله؟» وتابع قائلاً «هل لك أن تشرح لنا لماذا تختلف الأحكام من قاض إلى آخر.. ما هي الأدلة التي يعتمد عليها قاضى والأدلة التي يستخدمها آخر.»
وصف وزير الخارجية السعودي الأمير سعود الفيصل «بأنه للأسف خطأ ويحدث في كل البلدان وهو في قيد المراجعة»

### المؤيدون للحكم
قالوا انه حكم طبيعي لانها كانت في خلوه. ومن جهة في قناة المجد وصف الأمير خالد بن طلال بن عبد العزيز آل سعود الكتاب والمدافعين عن «فتاة القطيف» ب«الطراطير» وتهجم الأمير على زوج الفتاة وأثنى على القضاء السعودي ووصفه بـ«العادل».
واتهم الدكتور محمد النجيمي المدافعين عن الفتاة والمطالبين بالإصلاح القضائي بأن هدفهم «تشويه القضاء الإسلامي الذي تحكم به الدولة السعودية وأنهم يريدون تسليط الخارج على هذه الدولة».

## أصداء القضية عالمياً

### أمريكا
- الرئيس جورج بوش: قال انه «سوف يغضب من الدولة أو الحكومة التي لا تساعد ضحايا الاغتصاب» وأضاف «أن السعودية تعرف موقفنا بوضوح» وسأل بوش نفسه كيف كان سيواجه الأمر إذا كانت الفتاة إحدى بناته.
- هيلاري كيلنتون: شجبت المرشحة الديموقراطية الحكم ووصفته بالجائر.
- باراك أوباما: قال أن الحكم غير عادل وطالب وزارة الخارجية في شجب الحكم.
- وزارة الخارجية الأمريكية: وصفت الحكم انه يثير الدهشة! وطالبت بتغيره.

### الهند
قامت نساء بالقيام بمظاهرة أمام السفارة السعودية يطالبن فيها العفو عنها.

### هيومان رايتس ووتش
دعت منظمة «هيومان رايتس ووتش» الدولية، العاهل السعودي الملك عبد الله بن عبد العزيز، إلى التدخل شخصياً لإسقاط جميع الاتهامات التي وجهتها إحدى المحاكم إلى الفتاة.

## العفو الملكي
أصدر الملك عبد الله بن عبد العزيز آل سعود في يوم الثلاثاء 18 ديسمبر 2007 مرسوماً ملكياً يأمر به بالعفو عن فتاة القطيف وقال في المرسوم الملكي «إن الجرم الواقع على المرأة بلغ من الوحشية ما كدّر الأسماع، ولكون الخطأ في العفو خير من الخطأ في العقوبة» وأضاف أيضاً «عن كونه تعزيرا يسوغ لنا العفو عنها.... وعملاً بهدي الشريعة الإسلامية في جلب المصلحة وتكثيرها ودرء المفسدة وتقليلها، ولكون المرأة ومن كان معها قد طالهم من التعذيب والعنت ما يعتبر في حد ذاته كافيا في تأديبهما وأخذ العبرة منهما.. لذا نرغب إليكم حفظ ما يتعلق بالمذكورين من ملف القضية وإخلاء سبيلهما، وفقا للإجراءات المتبعة في ذلك، واستكمال ما يلزم شرعا ونظاما حيال بقية المتهمين، وإيقاع الجزاء الشرعي الرادع في حقهم من دون أن يأخذ قضاؤنا العادل الرأفة أو الهوادة بأي مجرم يريد انتهاك حرمات الشرع ونظام الدولة وأمنها»

### فتاة القطيف وزوجها
رحبت الفتاة والزوج بهذا القرار ووصفاه بالأبوي.

### ترحيب محلي وعالمي
رحبت بعض الأوساط السعودية الحقوقية بهذا القرار ووصفوه بانه قرار إنساني وان هذا الحكم سوف يساعد إلى عمل المزيد من الإصلاحات في النظام القضائي.
ورحبت أيضاً بهذا العفو العديد من منظمات حقوق الإنسان في العالمية وأيضا لاقى العفو ترحيبا على المستوى الشعبي العالمي، كما رحبت وزارة الخارجية الأمريكية بهذا العفو.

### رد القضاء السعودي
قال معالي الشيخ الدكتور عبد الله بن محمد بن إبراهيم آل الشيخ وزير العدل أن عفو الملك لا يعني عدم ثقته في الحكم الصادر من مؤسسة القضاء السعودية بأن ولي الأمر الملك عبد الله بن عبد العزيز هو الوحيد الذي له حق تقدير المصلحة العامة في أحكام التعزير، بما في ذلك الأمر بإعفاء من تصدر بحقهم مثل هذه الأحكام، متى رأى - - أن في ذلك مصلحة عامة. وشدد على نزاهة القضاء بالمملكة وعدله وشفافيته. وأن القضاة حريصون على المحافظة على حقوق الناس، بما في ذلك حماية أعراضهم وأموالهم، بحسب ما تمليه الشريعة الإسلامية، وأنه لا مجال للتشكيك في القضاء بالمملكة.
غير ان هناك شائعات من داخل اروقة الوزارة ومن المختصين في الشأن القضائي أن المحكمة قد ارتكبت الكثير من الأخطاء اللامسؤولة تجاه التعامل مع القضية، سواء من جانب سحب القاضي لرخصة المحامي والذي لايسمح النظام بسحبها الا وفق لجنة تقر من الشؤون القضائية في وزارة العدل وليس لأي من القضاة سحبها، أو من الجانب الاعلامي حيث ان نظام الإعلام والنشر يحظر افشاء اسرار المداولات القضائية.

### المرئية
- أنت والحدث على قناة LBC المحامي عبد الرحمن اللاحم وقاضي سعودي سابق عبد المحسن العبيكان (7 حلقات) على يوتيوب
- فتاة القطيف على قناة المجد (4 أجزاء) على يوتيوب

### المكتوبة
- فتاة تكساس
- http://arabic.cnn.com/2006/entertainment/11/22/rape.legal_system/index.html
- http://www.alarabiya.net/articles/2006/10/13/28230.html
- http://www.al-jazirah.com/132362/fe1d.htm
- http://www.aafaq.org/news.aspx?id_news=3261
- http://arabic.cnn.com/2007/entertainment/12/17/saudi.qatif/index.html
- http://www.alarabiya.net/articles/2007/12/19/43124.html